# Seoul Broadcasting System
Seoul Broadcasting System (SBS) (koreansk: 에스비에스, Eseubieseu) er et sydkoreansk mediefirma grundlagt i 1990. Selskabet har hovedsæde i Seoul.

## Tv-kanaler

### Jordbaseret
- SBS TV

### Kabel
- SBS Plus
- SBS Golf
- SBS funE
- SBS Sports
- SBS Biz
- SBS MTV (medejet med ViacomCBS)
- SBS F!L
- Nickelodeon (medejet med ViacomCBS)

## Radiostationer
- SBS Love FM
- SBS Power FM
- SBS V-Radio

## Datterselskaber og afdelinger
- SBS Contents Hub - digital mediedivision
- SBS International - internationalt datterselskab driver SBS America
- SBS Medianet - kabel-tv-afdeling
- SBS Viacom - kabel-tv-afdeling, joint venture med ViacomCBS

## Logo
- 1990-1994
- 1994-2000
- Siden 2000